# Lizabeth Lockhart
Lizabeth Lockhart (Verenigde Staten, 1956), geboren  als June Elizabeth Lindsay Lockhart, is een Amerikaanse actrice en commercieel manager.

## Biografie
Lizabeth is een dochter van June Lockhart en zus van Anne (Beiden bekende actrices).
Lizabeth begon in 1965 met acteren in de televisieserie Death Valley Days. Hierna heeft ze nog drie televisieseries en films gedaan om zich daarna te wijden aan de functie van commercieel manager voor een grote multinational in het fabriceren van luxe meubels. Dit bedrijf heeft het hoofdkantoor in Californië en heeft wereldwijd showrooms.

## Filmografie
- 1965 Death Valley Days – als kind – televisieserie (1 afl)
- 1970 Petticoat Junction – als meisje – televisieserie (1 afl)
- 1978 Carter Country – als ?? – televisieserie (1 afl)
- 1980 Just Tell Me You Love Me – als hotel medewerker – televisiefilm